# سیمون له
سیمون له (به فرانسوی: Simon Leys) نویسنده، مقاله‌نویس و منتقد ادبی قرن بیستم میلادی اهل بلژیک است.